# Manichino II
Manichino II (ros. Манихино II) – węzłowa stacja kolejowa w miejscowości Agrogorodok, w rejonie istrińskim, w obwodzie moskiewskim, w Rosji. Węzeł Wielkiego Pierścienia Kolei Moskiewskiej z linią Moskwa – Siebież – Ryga.

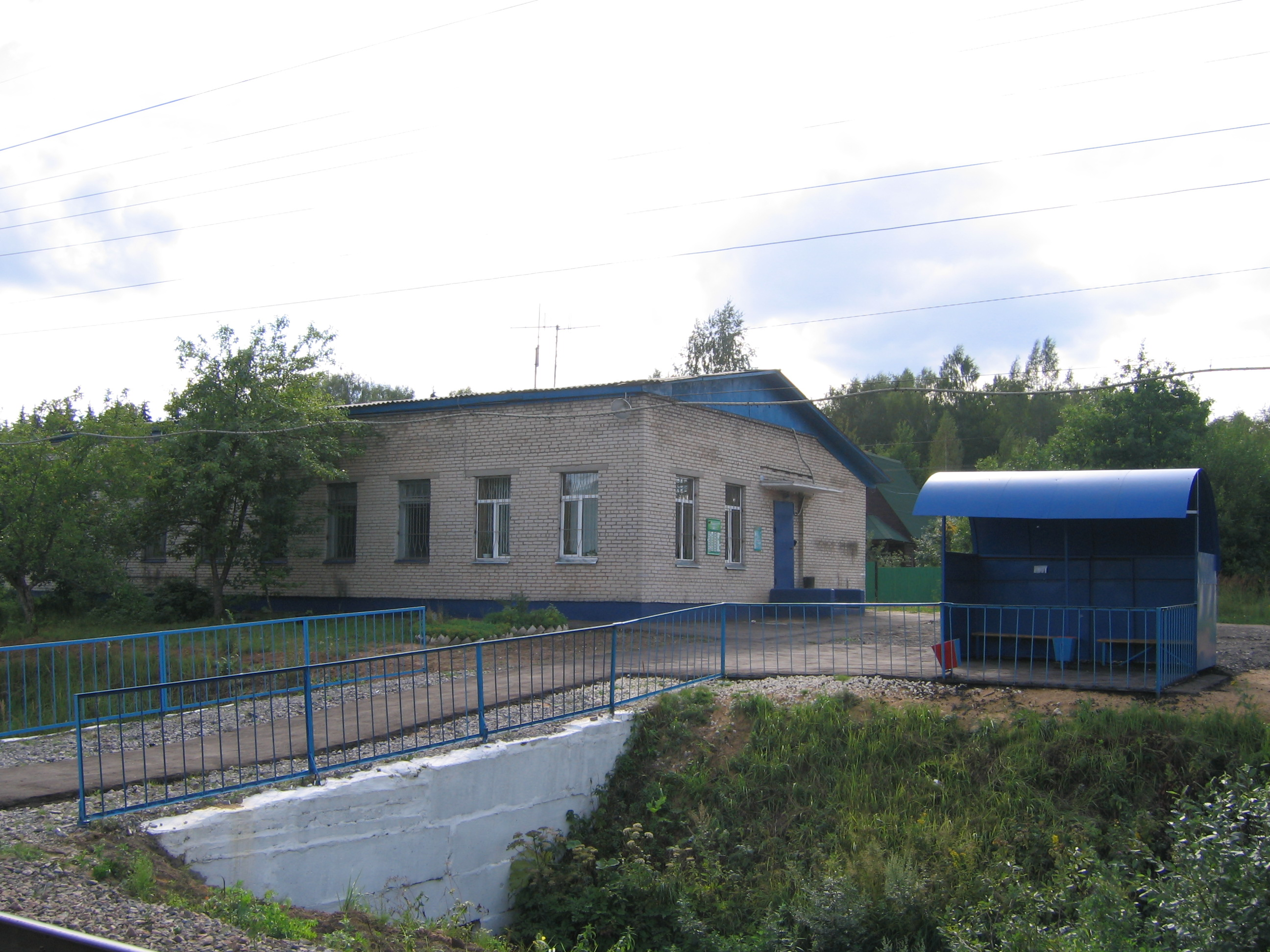
budynek stacyjny